# Dobré Pole
Dobré Pole (deutsch Guttenfeld, kroatisch Dobro Polje) ist eine Gemeinde mit 468 Einwohnern  (1. Januar 2023) im Okres Břeclav (Bezirk Lundenburg) in der Region Südmähren, Tschechien.

## Geographie

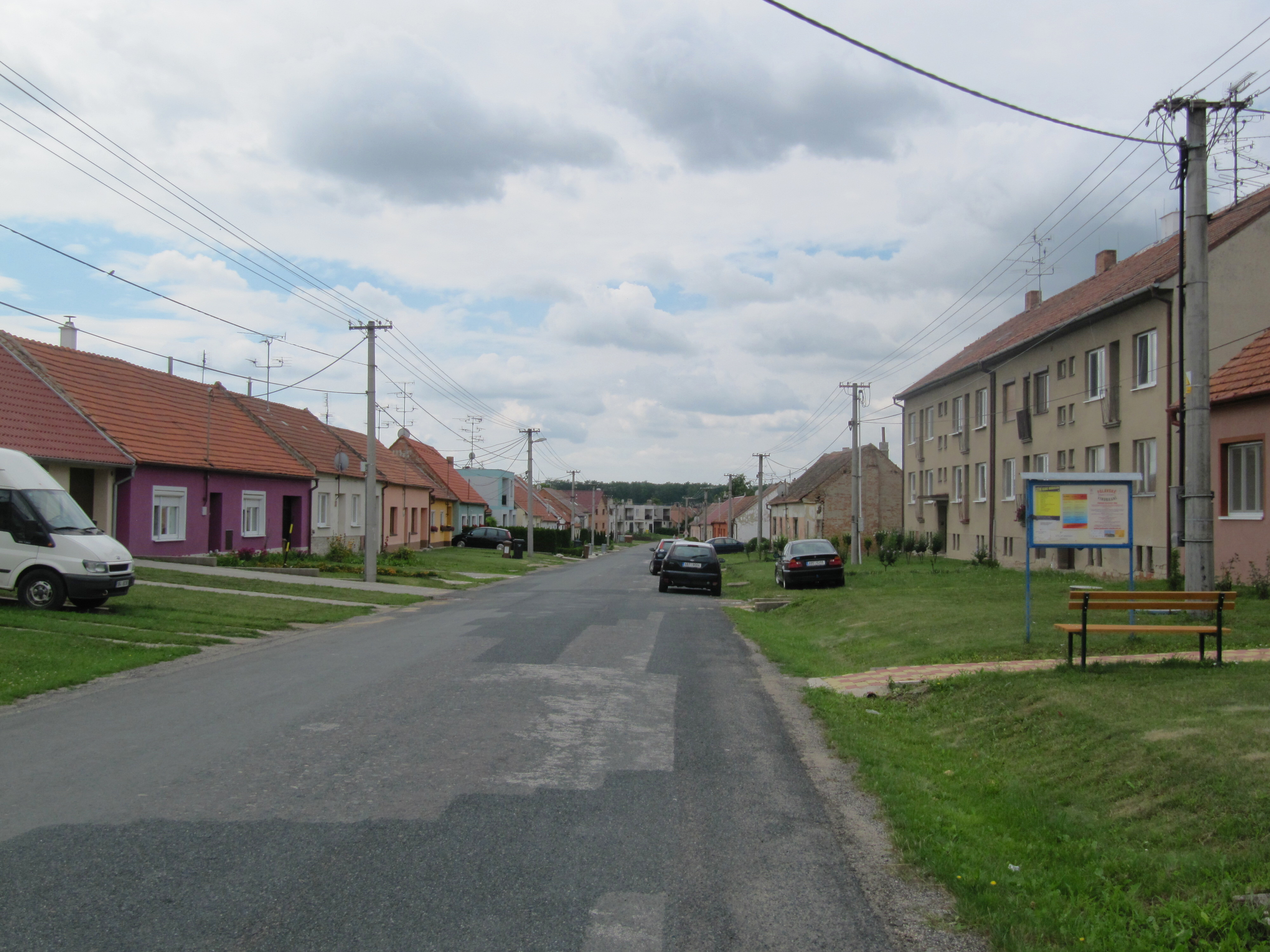
Dobré Pole, Hauptstraße

Sie liegt im Weinbaugebiet 8 km nordwestlich von Mikulov (Nikolsburg) in Südmähren an der Bahnlinie Břeclav-Znojmo (Lundenburg-Znaim). 1 km südlich verläuft die österreichische Grenze. Der Ort ist als ein Breitstraßendorf angelegt.
Die Nachbarorte sind im Osten Březí u Mikulova (Bratelsbrunn) und im Westen Novosedly na Moravě (Neusiedl am Sand).

## Geschichte
Der zur Herrschaft Dürnholz gehörende Ort wurde 1335 in einer Liechtenstein-Urkunde unter den Namen „Guetenvelde“ erstmals erwähnt. Weitere Namensformen waren „Guetenveld“ (1414) und „Gutenvelt“ (1455). Mit den dazugehörigen Ortschaften, also auch Guttenfeld, verkaufte 1578 Hartmann von Liechtenstein Dürnholz an Christoph von Teuffenbach. Dieser besiedelte den inzwischen verödeten Ort 1583 mit aus ihrer Heimat vor den Türken geflohenen Kroaten. Als eigenständige Volksgruppe konnten sie bis 1947/48 bestehen bleiben. Die Matriken werden seit 1686 und Grundbücher seit 1784 geführt.
Die kroatische Bevölkerungsgruppe behielt über Jahrhunderte ihre Identität und ihre Bräuche bei. Zwar bedienten sie sich der deutschen Umgangssprache, doch wurde Kroatisch weiterhin gesprochen und den Kindern gelehrt. Der deutsche Teil der Bevölkerung sprach die bairisch-österreichische ui-Mundart mit ihren speziellen Bairischen Kennwörtern, welche aus dem süddeutschen bzw. österreichischen Raum stammte.
Im 19. Jahrhundert gab es in den Jahren 1868, 1874 und 1882 große Brände im Ort. Aus diesem Grund wurden fast alle Gebäude mit Ziegel eingedeckt. Als Lehre aus diesen Bränden wurde im Jahre 1884 eine Freiwillige Feuerwehr gegründet. Das Schulgebäude, welches 1809 gebaut worden ist, wurde im Jahre 1881 aufgestockt und renoviert. Ebenso erhielt Guttenfeld durch den Ausbau des Bahnnetzes in Österreich-Ungarn im Jahre 1890 eine Haltestelle an der Strecke Lundenburg-Znaim. Der größte Teil der Bevölkerung lebte von der Landwirtschaft, wobei der seit Jahrhunderten gepflegte Weinbau eine besondere Stellung einnahm. Die Reblausplage, um 1900, vernichtete jedoch einen Großteil der Weinbauflächen, so dass bis 1945 fast nur noch für den Eigenbedarf angebaut wurde. Neben einem florierenden Kleingewerbe gab es noch eine Raiffeisenkassa und eine Milchgenossenschaft in Guttenfeld.
Nach dem Ersten Weltkrieg zerfiel der Vielvölkerstaat Österreich-Ungarn.
Einer der Nachfolgestaaten Österreich-Ungarns war die Tschechoslowakei, die jene deutschsprachigen Gebiete Böhmens, Mährens und Schlesiens für sich beanspruchte, die seit Ende 1918 als Deutschösterreich galten. Anfang 1919 wurde der Ort von tschechischen Truppen besetzt. Der Vertrag von Saint-Germain 1919, erklärte diese strittigen Territorien und damit Guttenfeld, dessen Bewohner im Jahre 1910 zu fast 81 % der deutschen und zu 14 % der kroatischen Bevölkerungsgruppe angehörten, zum Bestandteil der neuen Tschechoslowakischen Republik. Daraufhin kam es zu einem verstärkten Zuzug von Arbeitern und Beamten tschechischer Sprachzugehörigkeit. Die deutsche Schule wurde geschlossen, woraufhin die Kinder in Bratelsbrunn eingeschult wurden. Dafür wurde im Jahre 1919 eine tschechische Minderheitenschule eingerichtet. Im Jahre 1930 wurde das Gemeindegebiet entwässert. Maßnahmen wie die Bodenreform und die Sprachenverordnung, welche helfen sollten, Tschechen in den deutschen Gemeinden anzusiedeln, verschärften diese Spannungen noch. Als auch die von den Deutschsprachigen geforderte Autonomie nicht verhandelt wurde und bewaffnete Konflikte drohten, veranlassten die Westmächte die tschechische Regierung zur Abtretung der Randgebiete, die im Münchner Abkommen geregelt wurde, an Deutschland. Somit wurde Guttenfeld mit 1. Oktober 1938 ein Teil des deutschen Reichsgaus Niederdonau.
Im Zweiten Weltkrieg hatte der Ort 41 Opfer zu beklagen. Nach dem Ende des Zweiten Weltkrieges (8. Mai 1945) wurde der Forderung der ČSR-Regierung Beneš durch die Siegermächte entsprochen und die im Münchener Abkommen (1939) an Deutschland übertragenen Territorien, im Rückgriff auf den Vertrag von Saint-Germain (1919), wieder der Tschechoslowakei zugeordnet. Nach der Aussiedlung der meisten deutschen Bewohner wurde das Dorf mit Tschechen schrittweise wiederbesiedelt.
Die kroatische Bevölkerung wurde von der sozialistischen Regierung zu unzuverlässigen Elementen erklärt und 1947/48 in das Landesinnere umgesiedelt. Der Ort wurde daraufhin mit slowakischen Einwanderern neu besiedelt.

## Wappen und Siegel
Seit Mitte des 17. Jahrhunderts hat Guttenfeld ein Gemeindesiegel. Das Siegelbild zeigt ein Herz mit drei heraussprießenden Blüten zwischen lanzettförmigen Blättern. Das Herz ist weiter von drei kleinen Kreuzen umgeben.

## Einwohnerentwicklung
| Volkszählung                                                                  | Häuser | Einwohner insgesamt | Volkszugehörigkeit der Einwohner | Volkszugehörigkeit der Einwohner | Volkszugehörigkeit der Einwohner |
| Jahr                                                                          | Häuser | Einwohner insgesamt | Deutsche                         | Tschechen                        | Kroaten                          |
| 1793                                                                          | 62     | 306                 |                                  |                                  |                                  |
| 1836                                                                          | 97     | 599                 |                                  |                                  |                                  |
| 1869                                                                          | 117    | 635                 |                                  |                                  |                                  |
| 1880                                                                          | 112    | 657                 | 215                              | 0                                | 438                              |
| 1890                                                                          | 134    | 678                 | 637                              | 38                               | 3                                |
| 1900                                                                          | 138    | 697                 | 566                              | 28                               | 103                              |
| 1910                                                                          | 142    | 700                 | 573                              | 26                               | 101                              |
| 1921                                                                          | 144    | 696                 | 311                              | 136                              | 249                              |
| 1930                                                                          | 160    | 699                 | 156                              | 216                              | 327                              |
| 1939                                                                          |        | 595                 |                                  |                                  |                                  |
| Quelle: 1793, 1836, 1850 aus: Frodl, Blaschka: Südmähren von A–Z. 2006        |        |                     |                                  |                                  |                                  |
| Sonstige: Historický místopis Moravy a Slezska v letech 1848–1960, sv.9. 1984 |        |                     |                                  |                                  |                                  |

## Sehenswürdigkeiten
- Pfarrkirche St. Cäcilia (1653, renoviert 1852)
- Schulgebäude (1809)
- Pfarrhaus (1790)

## Söhne und Töchter des Ortes
- Walter Hülse (1887–1958), deutscher Mediziner und von 1945 bis 1946 Vizepräsident der Provinz Sachsen